# Duncan and Another, Blacksmith Shop
Duncan and Another, Blacksmith Shop é um filme mudo e de curta-metragem, realizado nos Estados Unidos em 1891. Foi dirigido pelos pioneiros do cinema William K.L. Dickson e William Heise para a Edison Manufacturing Company (o lendário Edison Studios só foi criado no ano seguinte), de Thomas Edison. A produção é a segunda parte da chamada Trilogia Duncan, série de filmes que tem James C. Duncan como o herói principal.

## Sinopse
A produção apresenta um incidente em uma loja de ferragens entre Duncan e outro personagem cujo nome foi perdido no tempo. O calor e a fumaça aparecem como elementos primordiais para a criação da atmosfera do filme. A interação entre os dois é obviamente imposta, e assim uma forma bizarra de agir é conceituada. O filme, produzido nos Laboratórios Edison no início do verão de 1891, permaneceu de pouco interesse mesmo nos primeiros anos. Parece ter sido ofuscado pelas outras duas produções, particularmente devido ao fato de que os artistas são secundários em relação ao cenário e, como resultado, a perceptibilidade da ação parece ser diminuída. Apesar de tudo isso, Duncan And Another... deu uma forte resposta à necessidade de grandiosidade nas imagens em movimento. O conceito de filme como algo divertido e grandioso estava em desenvolvimento nesta pequena produção, mesmo nos primeiros anos do cinema.

## Illo Tempore Film Awards
Duncan and Another, Blacksmith Shop foi uma das duas produções mais nomeadas no 1º Illo Tempore Film Awards, festival dedicado a filmes clássicos, juntamente com sua sequencia Duncan or Devonald with Muslin Cloud. A primeira edição do festival, em 2003, foi dedicada a produções de 1891, e a segunda ao ano de 1892. Duncan and Another... obteve quatro indicações. James C. Duncan foi indicado na categoria de Melhor Ator por essa produção em particular, e não para sua famosa cena de Duncan Smoking, outra produção da trilogia feita no mesmo ano, onde ele aparece fumando um cachimbo. Em Duncan and another... ele retratou mais do que apenas a naturalidade das emoções humanas em um ato de prazer. Ele conseguiu uma transição suave de um documentário para um ator de cinema. É preciso lembrar que ele é um dos primeiros indivíduos a ser considerado um ator nos termos mais modernos. Duncan foi pago, e antes da aparição real na fita ele era desconhecido para o público em geral, ao contrário de algumas das outras figuras dos primeiros anos que eram razoavelmente familiares para os espectadores no momento em que apareceram em um filme. O performer criou um personagem, e é isso que faz sua presença em Duncan And Another, Blacksmith Shop tão especial.